# قلعة الدوسرية
قلعة الدوسرية هي قلعة أثرية تتربع على جبل في وسط مدينة جازان جنوب المملكة العربية السعودية. يعود تاريخ بنائها إلى الدولة العثمانية حيث كانت مقر للحاكم التركي في جازان، وتقع القلعة وسط مدينة جازان فوق جبل يطل على البحر في أعلى قمة جبل جازان، وعلى ارتفاع يقدر بنحو 150 متر فوق سطح البحر، تأخذ القلعة شكل المربع ومساحتها الإجمالية تقدر بنحو 900 م2، وهي مدعمة بأربعة أبراج ضخمة.

## سبب التسمية
اختلفت الروايات حول سبب تسمية القلعة باسم «قلعة الدوسرية»، فمنها من تنسب التسمية إلى كلمة «دوسر» والتي تعني الفرقة من الجيش، ومنها من تنسب التسمية إلى جيش الدواسر بقيادة الشيخ الأمير عبد الله بن درعان .

## ترميم القلعة
بدأت وزارة السياحة أعمال ترميم القلعة وإعادة هيكلتها في يناير 2012م، على ثلاث مراحل، المرحلة الأولى عبارة عن إزالة الأنقاض، والثانية إمداد الكهرباء، وتطوير المنطقة المحيطة بالقلعة، والمرحلة الثالثة والأخيرة إنشاء المتحف داخل القلعة.

## نبذة
استخدمت القلعة في عدد من الأزمنة، حيث استخدمت في فترة حكم الدولة العثمانية لمنطقة جازان في القرن الثالث عشر الهجري حيث كانت مقراً للحاكم التركي، واستخدمت أيضاً في فترة حكم الدولة الإدريسية، كذلك في عهد الملك عبد العزيز والملك سعود، كما أن تاريخ القلعة لا يختصر في المهام الحربية والسياسية فقط، بل جعل منها الشيخ عبد الله القرعاوي في فترة نشره للعلم في منطقة جازان مقرا للتعليم والدراسة ونشر العلم بين طلاب المنطقة ، وفي العهد السعودي استخدمتها وزارة الدفاع.

## معرض الصور

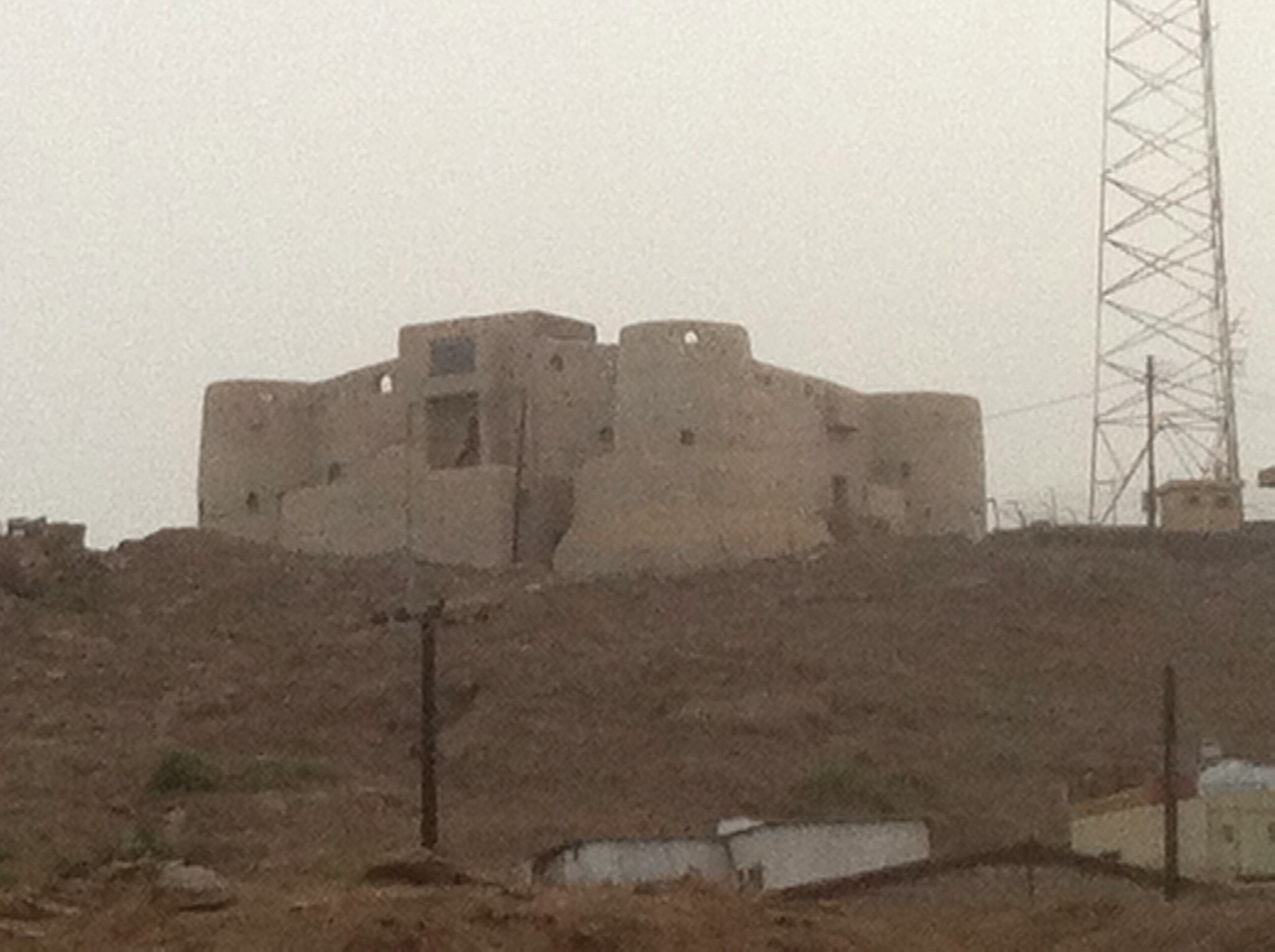
إحدى واجهات القلعة
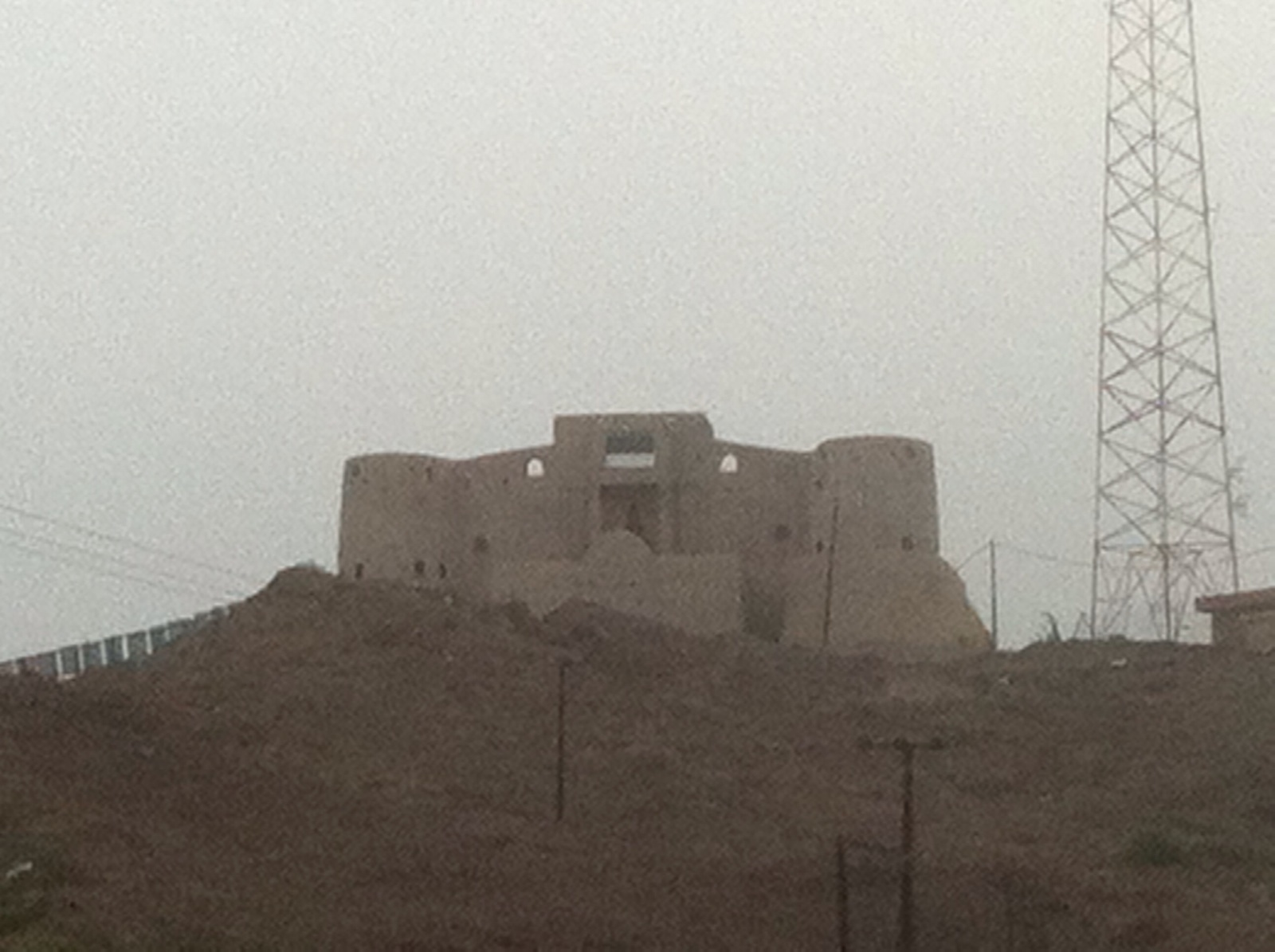
الواجهة الرئيسية للقلعة
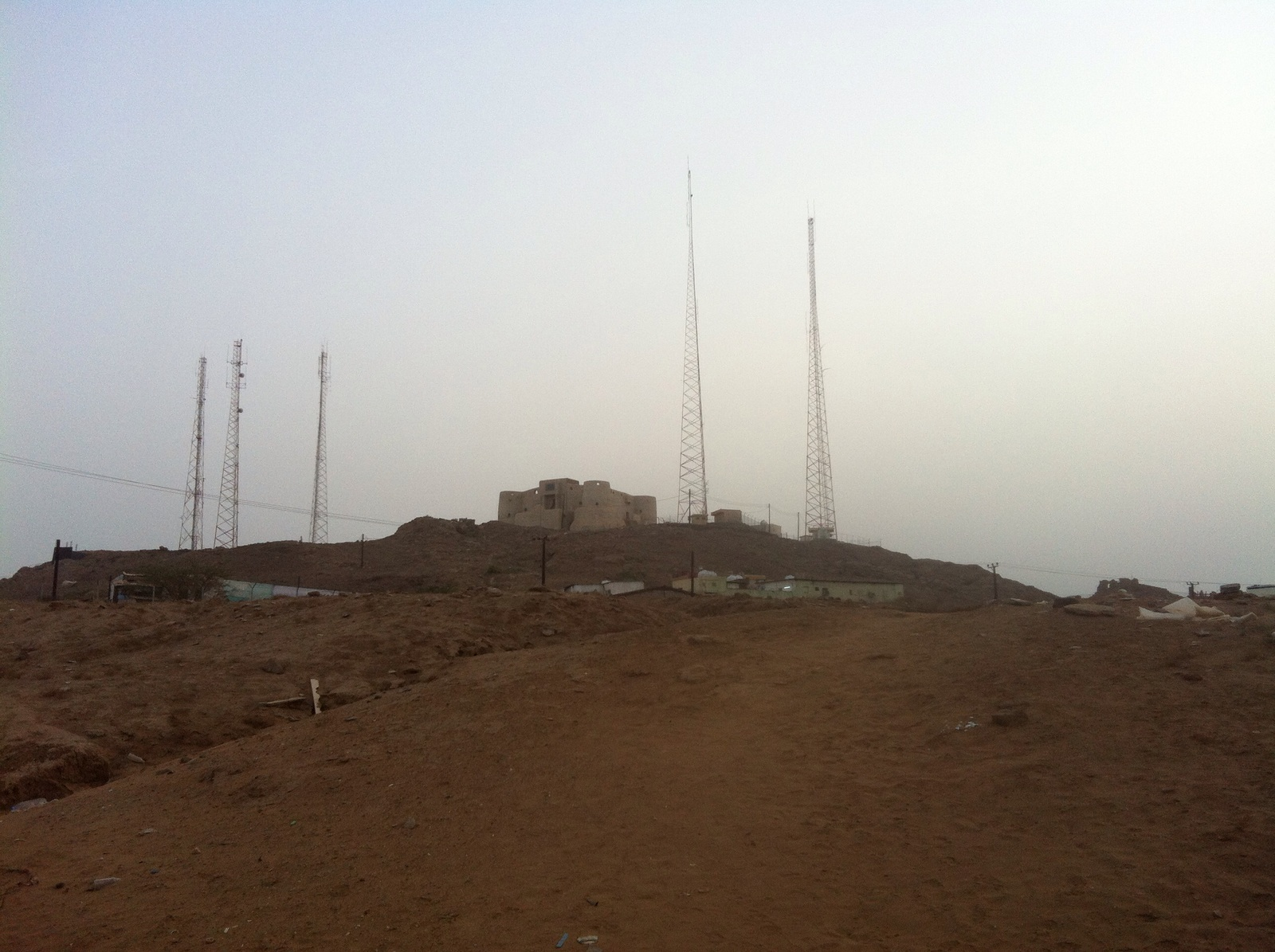
لقطة عامة للمنطقة التي تقع بها القلعة
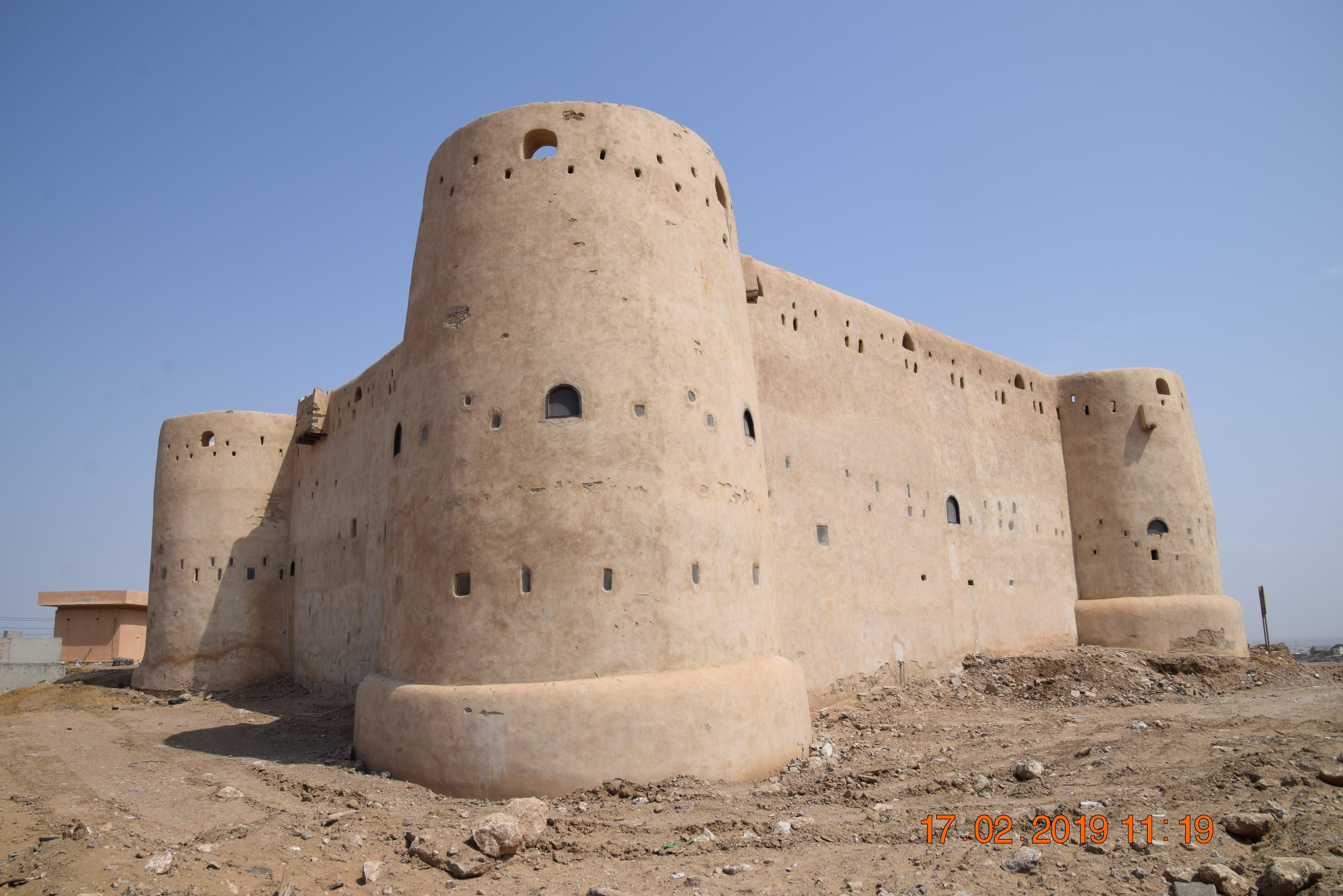
صورة حديثة للقلعة
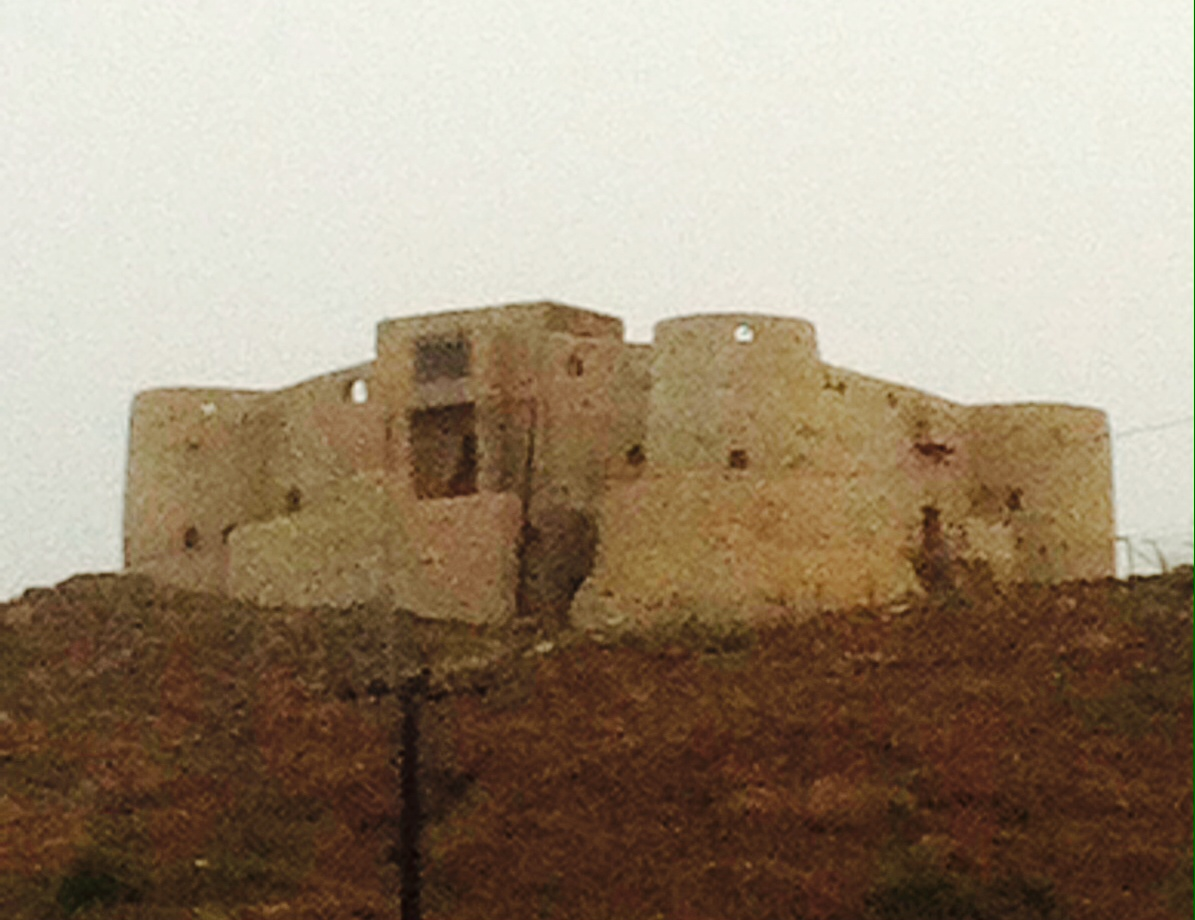

## وصلات خارجية
- «دوسرية» جازان تعود لـ 6 قرون وتجاور البحر الأحمر